# Élections européennes de 2004 en Italie
Les élections ont eu lieu le samedi 12 et le dimanche 13 juin 2004 (clôture du scrutin à 22 heures, heure locale).
Elles concernaient 49 804 087 électeurs inscrits, dont 35 717 655 ont voté (votes valables 32 516 246, bulletins de vote non valables (blancs compris) 3 201 256).
| Abstentions                                             | Abstentions        | Abstentions        | 3 201 256  |             |                      |                      |
| Suffrages exprimés                                      | Suffrages exprimés | Suffrages exprimés | 32 516 246 |             | 79 sièges à pourvoir | 79 sièges à pourvoir |
|                                                         |                    |                    |            |             |                      |                      |
| Liste                                                   | Tête de liste      |                    | Suffrages  | Pourcentage | Sièges acquis        | Var.                 |
| L'Olivier (DS-La Marguerite-SDI-MRE) (DS-DL-LM-SDI-MRE) | Néant              |                    | 10 105 836 | 31,08 %     | 25 / 79              |                      |
| Forza Italia (FI)                                       | Néant              |                    | 6 806 245  | 20,93 %     | 16 / 79              |                      |
| Alliance nationale (AN)                                 | Néant              |                    | 3 736 606  | 11,49 %     | 9 / 79               |                      |
| Parti de la refondation communiste (PRC)                | Néant              |                    | 1 969 776  | 6,06 %      | 5 / 79               |                      |
| Union des démocrates chrétiens et du centre (UDC)       | Néant              |                    | 1 914 726  | 5,89 %      | 5 / 79               |                      |
| Ligue du Nord (LN)                                      | Néant              |                    | 1 613 506  | 4,96 %      | 4 / 79               |                      |
| Fédération des Verts (FdV)                              | Néant              |                    | 803 356    | 2,47 %      | 2 / 79               |                      |
| Parti des communistes italiens (PdCI)                   | Néant              |                    | 787 613    | 2,42 %      | 2 / 79               |                      |
| Liste Bonino                                            | Néant              |                    | 731 536    | 2,25 %      | 2 / 79               |                      |
| Société civile Di Pietro - Occhetto (IDV)               | Néant              |                    | 695 179    | 2,14 %      | 2 / 79               |                      |
| Socialistes unis pour l'Europe                          | Néant              |                    | 664 463    | 2,04 %      | 2 / 79               |                      |
| Alliance Populaire - UDEUR (AP-UDEUR)                   | Néant              |                    | 419 173    | 1,29 %      | 1 / 79               |                      |
| Alternative sociale (AS)                                | Néant              |                    | 400 626    | 1,23 %      | 1 / 79               |                      |
| Parti des retraités                                     | Néant              |                    | 374 343    | 1,15 %      | 1 / 79               |                      |
| Flamme tricolore (FT)                                   | Néant              |                    | 237 058    | 0,73 %      | 1 / 79               |                      |
| PRI - Liberal Sgarbi (PRI)                              | Néant              |                    | 233 144    | 0,72 %      | 0 / 79               |                      |
| Pacte Segni-Scognamiglio (PSS)                          | Néant              |                    | 172 556    | 0,53 %      | 0 / 79               |                      |
| LAL-LFV-UfS-PSd'Az (AL-LFV-UfS-PSd'Az)                  | Néant              |                    | 160 101    | 0,49 %      | 0 / 79               |                      |
| Autres                                                  | Néant              |                    | 690 403    | 2,12 %      | 1 / 79               |                      |